# Bühler (entreprise)
Pour les articles homonymes, voir Bühler.
Bühler est une entreprise suisse active dans l'industrie mécanique, l'industrie agroalimentaire et céréalière, les procédés chimiques, l'optique de précision et la coulée sous pression.